# 社交交易
社交交易(英語：Social Trading)是一种投资的形式，它是指投资者观察其他人或其他专业交易员的交易行为，并使用复制交易或镜像交易来追随他们的一种投资策略。社交交易只需要少量相关知识甚至根本不必了解金融市场，因此被世界经济论坛誉为成熟而又低成本的传统理财产品的替代品。

## 历史
在2010年，最早的社交交易平台之一是eToro， 后来在2012年才有了Wikifolio。

## 研究
麻省理工學院的计算机科学家和研究员Yaniv Altshuler将社交交易网络描述为一个复杂的自适应系统，2014年他在OpenBook发表对eToro的研究报告中写道：“具备在彼此间分享想法和信息的固有能力，OpenBook的用户拥有新的信息来源，这提高他们的交易表现。由于用户们不是互相竞争而是共同对抗市场，情况就变成了非零和博弈，这样就激励用户尽可能地多的分享信息。” 他的论文得出的结论是：“与个人交易相比，社交交易提供了更好的盈利机会，“但是当用户可以看到他人选择的时，他们可能会在选择专家时做出优秀，但不是最佳的选择。”
2015年的世界经济论坛报告形容社交交易网络为颠覆者，“这是一种相较于传统财富管理更为低成本和成熟化的替代品。这种解决方案适用于更广泛的客户群体，使用户能更好的管理自己的财富“并且”对传统的财富管理行业带来了实际的威胁。”
经济学家Nouriel Roubini的智囊团在2016年预测”更创新的投资形式，例如社会责任投资和社交交易”将在未来几年迎来行业的最大增长。”.
2017年圣约翰大学的一项研究发现“领袖”交易员或有追随者的交易员比那些没有被追随者的投资者更容易受到所谓处置效应的影响，作者认为这种现象可解释为“领袖们对他们的追随者负有责任感，并且不想让他们失望，他们害怕在承认自己的糟糕投资决策后失去追随者，因此会表明对于自己初始投资选择的信心，或者通过委派新的领袖交易员来尽量挽回自己的形象。“

## 特征
社交交易是通过比较其他交易员的操作方式并复制他们的技术和策略，以此来分析金融数据的一种交易方式。在社交交易出现之前，投资者和交易员依赖基本面或技术面分析来形成他们的投资决策。 使用社交交易的投资者和交易员可以在其他交易员的交易数据反馈中，融入自己的投资决策以及一些社交指数。社交交易平台或网络可以被视为在线社交网络的一个子类别。
社交交易让交易员能借助他人的帮助完成在线交易，这在一定程度上缩短了从新手到有经验的交易员的学习过程。[9] 交易者可以与他人互动，观察其他人的交易，然后复制他们的交易，了解促使这些表现优异的交易者的首要原因。通过复制交易，交易员可以了解到哪些策略有效，哪些无效。社交交易主要用于投机，而在道德领域中，投机行为是不被认可的， 相反，人们应该保持更为长远的目光，避免任何类型的短期投机行为。
交易分为三种主要类型：
- 单笔（或非社交）交易：交易员A自己进行正常的交易；
- 复制交易：交易员A进行与交易员B完全相同的单笔交易；(iii)
- 镜像交易：交易员A每次自动复制交易员B的每笔交易，即交易员A完全遵循交易员B的交易活动。

在一些平台上还提供其他衍生的方式，例如允许用户复制其他交易员的投资组合，并跟踪交易员的股息，当被复制的交易员从账户中提取资金时，一定比例的金额也将实时从其关注者的金额中提出。

## 主要特征
- 信息流：社交交易让个人投资者之间的信息自由流动。在金融交易中不受限制地获取信息非常重要[15，社交交易使得小规模投资和个人投资者之间可以自由地交换信息。
- 合作交易：社交交易为交易者提供了在交易团队中合作的机会，交易团队可通过汇集资金、划分研究或通过共享信息来协同在市场上交易。
- 货币化：与广义上的社交网络一样，货币化策略可能也不是那么容易量化。不过就如同社交网络一般，来自于这些活跃社区的用户数据的多样性和深度性将会是社交交易网络的长期价值所在。
- 透明化：社交交易披露交易者的表现统计数据，公开他们过去的头寸以及面对市场的情绪，给其他交易者展示完整的信息，以评估他们在交易平台上为跟随者所提供的可信度。[12]

## 外部連結
- 社交交易
- 社交交易是什么？国内外社交交易发展现状
- 炙手可热！社交投资是未来金融科技发展趋势？ （页面存档备份，存于）
- 社交投资网络的使用经验分享
- e投睿的社交交易 （页面存档备份，存于）